# Coen Hissink
Coen (Johan Conrad) Hissink (né le 5 octobre 1878 à Kampen (Pays-Bas) et mort le 17 février 1942 au camp de concentration de Neuengamme) fut un écrivain et acteur néerlandais.

## Biographie
S'il commença par être un acteur de théâtre, il se fit aussi connaître comme écrivain : en 1910, il publia un article sur Le Marchand de Venise, où il analysait en détail l'interprétation de Shylock par Louis Bouwmeester,.
Il écrivit plus tard un livre où se mélangeaient style de vie décadent, homosexualité, prostitution et cocaïne. Il chercha l'inspiration à Berlin en 1928, où on le vit prendre de la cocaïne aux toilettes pour relater ses expériences dans un livre intitulé Cocaïne: Berlijnsch zedenbeeld.
Coen Hissink est essentiellement connu pour sa carrière au théâtre, et pas seulement en tant qu'acteur : il fonda Het Groot Tooneel avec Albert van Dalsum et Eugène Gilhuys, établi dans un théâtre de Plantage et fit du théâtre radiophonique.
Coen Hissink fut aussi acteur dans des films muets distribués par Filmfabriek Hollandia à partir de 1914. Il arrêta le cinéma en 1925 pour y revenir en 1934 dans des rôles secondaires, dont une adaption cinématographique de La Bonne Espérance (Op hoop van zegen), une des œuvres les plus célèbres d'Herman Heijermans, qui fut aussi le premier film néerlandais parlant.
Coen Hissink, qui était communiste,  mourut à 64 ans dans le camp de concentration de Neuengamme.

## Filmographie partielle
- De Vloek van het Testament (nl) / The Fatal Woman (en), 1915
- L'Imposteur, 1915
- Het Wrak van de Noordzee (nl) / The Wreck in the North Sea (en) / L'Épave dans la mer du Nord, 1915
- Het geheim van de vuurtoren (nl) / The Secret of Delft (en) / Le Secret du Phare, 1916
- Op hoop van zegen, 1934